# N13 (Ghana)
De N13 of National Road 13 is een nationale weg in Ghana die een oost-westverbinding in het uiterste noorden van het land vormt. De weg is ongeveer 180 kilometer lang en loopt door de regio's Upper West en Upper East.
De N13 begint aan de grens met Burkina Faso bij Lawra. Hier wordt de N12 tussen Wa en Hamile gekruist. Daarna loopt de weg naar Tumu, waar de N16 naar Léo aftakt. Uiteindelijk eindigt de N13 in Navrongo op een kruising met de N10 tussen Bolgatanga en Ouagadougou. In Burkina Faso loopt de weg verder naar Gaoua